# Rimai Coalitio
A Rimai Coalitio (Rimai Koalíció) a Gömör megyében kialakult vasipar egyik fontos szerveződése, a Rimamurány-Salgótarjáni Vasmű Rt. és az Ózdi Kohászati Üzemek egyik elődje. A termékeiket röviden csak ,,Rima" névvel jelölték.

## A gömöri vaskohászat története
Gömörben már az Árpád-kortól jelen volt a vaskohászat, mert a környéken több vasércbányát ismertek, az erdőségek pedig biztosították a nyersvas előállításához szükséges fát, illetve az ebből nyert faszenet. Eleinte a kezdetleges kohók működtetésével csak jobbágyok és zsellérek foglalkoztak egyénileg. A termelőerők korai egységesítését mutatja, hogy a 16. század végén Jolsván már működött egy vashámoros céh, amely a vasat a szállítható, úgynevezett tót- vagy parasztkemencékben állította elő. A vasgyártásban az első komolyabb technológiai változás akkor következett be, amikor a légbefúvást és a kalapácsok meghajtását a természet által biztosított, gazdaságos vízierővel oldották meg. Az 1700-as évek elején, II. Rákóczi Ferenc Lányi Pál Gömör megyei birtokost nevezte ki vasipari felügyelőnek, aki több kohót építtetett Gömörben, Dobsinán pedig kard- és bombagyárat létesített. Ettől kezdődően a nemesség érdeklődését is felkeltette ez az iparág, és ők is bekapcsolódtak a vasgyártásba. A gömöri vasgyárak termékei jó hírnévnek örvendtek az országban, de az elmaradt technikával dolgozó, jobbágymunkára alapozott üzemek termelése egyre kevésbé volt gazdaságos, ráadásul az értékesítésben is komoly gondot jelentett az utak és a hidak hiánya. A kohászati ipar termékei iránt megnövekedő kereslet azonban hamar arra késztette a gömöri vasgyárosokat, hogy egyesítsék termelőerőiket.

## A Rimai Coalitio létrejötte, működése
A térségi vaskohászat erői egyesítésének fő szószólója és szervezője Sturman Márton vasgyáros volt, aki 1808-ban már tető alá hozta a Murány környéki vasgyárosok egyesületét, a Murányi Uniót. Sturman azonban nem állt meg itt, és hathatós közreműködésével megalakult a Rimai Coalitio nevű vasművelő társulás is. A részvénytársaság alakuló ülése 1810. február 16-án volt Vizesréten, és ebben – a Murányi Unióval ellentétben – már főként nagybirtokos arisztokrata vasgyárosok vettek részt: báró Luzsénszky János, gróf Forgách Antal, gróf Forgách Alajos, báró Prónay Gábor, gróf De la Motte Károly és báró Prónay Krisztina személyében, de érdekeltséget vállalt még ebben maga Sturman Márton, a Kubinyi család és a Murányi Unió is. Egy kuxa (részvény) értékét 2000 forintban állapították meg, és a 128 darab részvényből a főnemes résztvevők 70–70-nel részesedtek, míg Sturman és a Murányi Unió 8–8, a Kubinyi család 24 darabot jegyzett. A többi részvény kisebb nemesi családok között oszlott meg.
A Coalitio igazgatói választmánya gyorsan nekilátott a vállalkozás működési feltételeinek megalapozásához, illetve kiszélesítéséhez. Folyamatosan átvették a résztvevők birtokában lévő termelő egységeket. Az egyesült gyárak: a nyustyai és a rimabrézói nagyolvasztók, a likéri, a nyustyai, a rimabrézói, a rásztocsnói és a polomi nyolc frisstűz és a négy nyújtóhámor voltak, és az össztermelés ekkor 7000–8000 bécsi mázsa nyersvas és 4000–5000 bécsi mázsa kovácsoltvas volt (1 bécsi mázsa = 56 kilogramm).
A Coalitio kezdettől fogva eredményesen működött, nyereségesen termelt. Míg 1817-ben 82 213 forint volt a nyeresége, az 1829–30-as üzleti évben már meghaladta a 100 000 forintot is – 15 192 bécsi mázsa nyersvas és 9104 bécsi mázsa kovácsoltvas előállításával. Az egyesület a szakmunkásait a fejlett vasiparral rendelkező környező országokból szerződtette, a kohómesterek, az olvasztárok, a hámoros mesterek, a szegverők, a kovácsok stb. főleg morva, cseh és német származásúak voltak, és jobb fizetést kaptak, mint a Murányi Unióban, a segéd- és szállítási munkákat pedig jobbágyok végezték kötelező robotjuk fejében.
A Murányi Unió és a Coalitio sokáig egymás mellett és egymástól függetlenül működött, de a Coalitio volt az eredményesebb. A kohászati vállalkozások további koncentrációjának a gondolata először – már 1828-ban, majd 1830-ban – az Andrássy György gróf nagybirtokos és vasgyáros által szervezett várhosszúréti tanácskozáson vetődött fel, de a Coalitio akkor még nem támogatta a javaslatot. A reformellenzék az 1839–40-es országgyűlésen indította meg emelletti küzdelmét a magyar ipar védelme és fellendítése érdekében. A gömöri vasiparosak 1843. szeptember 6-án ismét összeültek a hosszúréti Andrássy-kastélyban, és ők is megfogalmazták elképzeléseiket e tekintetben, de memorandumukban sürgették a bányatörvény megalkotását, műegyetem és reáliskolák létesítését, utak és vasutak építését is. Ezen a tanácskozáson – az egyesülés iránti igény újabb megnyilvánulásaként – Czibur János, a Murányi Unió képviselője, aztán maga Andrássy gróf is javasolta, hogy közös erővel építsenek egy sín-, gép- és szerszámgyárat. Az elképzelés indoka az volt, hogy a kormány ezt megelőzően vasútépítési terveket fogalmazott meg, amihez hosszú távon várhatóan 600 000–700 000 bécsi mázsa vasúti sínre lett volna szükség. Akkor azonban a javaslattal nem foglalkoztak tovább, de Rombauer Tivadar, a Coalitio újonnan kinevezett, ambiciózus tisztfőnöke később mégis felelevenítette a javaslatot.
Rombauer kétéves előkészítő munkáját követően, 1845. május 15-én, a Murányi Unió, a Rimai Coalitio, Andrássy Károly gróf és Szitányi Ulmann Móric pesti nagykereskedő részvételével létrejött a Gömöri Vasművelő Egyesület nevű vaskohászati unió. Elhatározták egy hengerlő vasgyár létesítését Ózdon, amely az Ózdi Kohászati Üzemek jogelődje lett. A Murányi Unió és néhány többi résztvevő ezután még bizonyos mértékig önállóan működött, egészen a Rimamurányvölgyi Vasmű Egyesület megalakulásáig. Ez az egyesület 1852. július 6-án jött létre, és ez lett a későbbi Rimamurány-Salgótarjáni Vasmű Rt. egyik alapítója.